# Solanum dimorphispinum
Solanum dimorphispinum är en potatisväxtart som beskrevs av Cyril Tenison White. Solanum dimorphispinum ingår i släktet skattor som ingår i familjen potatisväxter. Inga underarter finns listade i Catalogue of Life.